# Nina de Pádua
Nina de Pádua Andrade (Rio de Janeiro, 9 de outubro de 1955) é uma atriz, apresentadora, locutora, diretora teatral e professora de artes cênicas brasileira. Durante as décadas de 70 e 80 integrou o grupo teatral  Asdrúbal Trouxe o Trombone, junto com Regina Casé, Luís Fernando Guimarães, Evandro Mesquita, Patrícya Travassos e outros. Nina atuou nas principais emissoras do país e do exterior: Globo, SBT, Manchete, RecordTV e RTP (Portugal).

## Biografia
Nina de Pádua nasceu e cresceu no Rio de Janeiro. Começou a fazer teatro na escola e seguiu investindo em cursos profissionalizantes, como o de Sérgio Britto, onde surgiu o grupo Asdrúbal Trouxe o Trombone. Cursou a UNIRIO, numa época em que já estava no mercado atuando como atriz profissional. Participou de numerosas produções teatrais infantis e adultas e de diversos curtas e longas metragens. Na televisão, atuou em novelas, minisséries e seriados.

## Filmografia

### Televisão
| Ano       | Título                   | Personagem                  | Notas                                  | Emissora          |
| --------- | ------------------------ | --------------------------- | -------------------------------------- | ----------------- |
| 1978      | Aventuras com Tio Maneco | —                           |                                        | TVE Brasil        |
| 1979      | Malu Mulher              |                             | Episódio: "A Amiga"                    | Rede Globo        |
| 1982      | Quem Ama Não Mata        | Ginecologista de Alice      |                                        | Rede Globo        |
| 1983      | Eu Prometo               | Estela Bueno                |                                        | Rede Globo        |
| 1983      | Quarta Nobre             | Bia                         | Episódio: "A Vida Secreta de Berenice" | Rede Globo        |
| 1983      | Parabéns pra Você        | Sandrinha Omelete           |                                        | Rede Globo        |
| 1984      | A Máfia no Brasil        | Márcia / Júlia              |                                        | Rede Globo        |
| 1984      | Chico Anysio Show        | Vários Personagens          |                                        | Rede Globo        |
| 1985      | A Gata Comeu             | Ivete Lima Galhardi         |                                        | Rede Globo        |
| 1986      | Dona Beija               | Cândida da Serra (Candinha) |                                        | Rede Manchete     |
| 1986      | Mania de Querer          | Sandra                      |                                        | Rede Manchete     |
| 1987      | Viva o Gordo             | Várias Personagens          |                                        | Rede Globo        |
| 1990      | Veja o Gordo             | Várias Personagens          |                                        | SBT               |
| 1994      | Quatro por Quatro        | Fabíola                     |                                        | Rede Globo        |
| 1994      | Você Decide              | Cláudia                     |                                        | Rede Globo        |
| 1995      | Éramos Seis              | Pepa                        | Participação especial                  | SBT               |
| 1995      | História de Amor         | Flávia                      |                                        | Rede Globo        |
| 1995      | Malhação                 | Vivian                      | Participação especial                  | Rede Globo        |
| 1996      | O Campeão                | Sílvia                      |                                        | Rede Bandeirantes |
| 1997      | Mandacaru                | Maria Batalhão              |                                        | Rede Manchete     |
| 1998      | Você Decide              | Suzana                      | Episódio: "O Escândalo"                | Rede Globo        |
| 1999–2006 | Zorra Total              | Vários Personagens          |                                        | Rede Globo        |
| 2003      | Brava Gente              | Preciosa                    | Episódio: "O Dia do Amor"              | Rede Globo        |
| 2005      | Alma Gêmea               | Eliete                      |                                        | Rede Globo        |
| 2008      | Zorra Total              | Madame Margot               |                                        | Rede Globo        |
| 2008      | Chamas da Vida           | Lourdes Amaro da Silva      |                                        | RecordTV          |
| 2009      | Louca Família            | Maria João                  |                                        | RecordTV          |
| 2009      | Louca Família            | Rose                        |                                        | RecordTV          |
| 2011      | Sansão e Dalila          | Agar                        |                                        | RecordTV          |
| 2012      | Máscaras                 | Dinorá                      |                                        | RecordTV          |
| 2012      | Balacobaco               | Vetusa                      |                                        | RecordTV          |
| 2014      | Milagres de Jesus        | Feiticeira                  | Episódio: "A Impura"                   | RecordTV          |
| 2014      | Vitória                  | Yone Gusmão                 |                                        | RecordTV          |
| 2016      | Conselho Tutelar         | Sra. Linhares               | Episódio: "Ninguém Tem Culpa"          | RecordTV          |
| 2016      | Ribanceira               | Adelaide                    |                                        | Canal Brasil      |
| 2016      | Os Dez Mandamentos       | Dorcas                      |                                        | RecordTV          |
| 2017      | Apocalipse               | Glória Solani               |                                        | RecordTV          |
| 2024      | Até Onde Ela Vai         | Alice                       |                                        | RecordTV          |

### Cinema
| Ano  | Título                       | Personagem               | Diretor                 |
| ---- | ---------------------------- | ------------------------ | ----------------------- |
| 1981 | Engraçadinha                 | Letícia                  | Haroldo Marinho Barbosa |
| 1982 | Menino do Rio                | Ciça                     | Antônio Calmon          |
| 1982 | O Segredo da Múmia           | —                        | Ivan Cardoso            |
| 1984 | Me Beija                     | —                        | Werner Schünemann       |
| 1985 | Avaeté - Semente da Vingança | Bárbara                  | Zelito Viana            |
| 1985 | Noite                        | —                        | Gilberto Loureiro       |
| 1985 | Aqueles Dois                 | Narração Final           | Sérgio Amon             |
| 1986 | Nem Tudo é Verdade           | —                        | Rogério Sganzerla       |
| 1986 | Obscenidades                 | —                        | Roberto Henkin          |
| 1987 | Eternamente Pagu             | Sideria                  | Norma Bengell           |
| 1990 | O Escorpião Escarlate        | Locutora do Patrocinador | Ivan Cardoso            |
| 1996 | Como Nascem os Anjos         | —                        | Murilo Salles           |
| 1999 | Hi-Fi                        | —                        | Ivan Cardoso            |
| 2018 | Nada a Perder                |                          | Alexandre Avancini      |

## Teatro
Em 1977, participou do elenco da peça Trate-me Leão, do grupo Asdrúbal Trouxe o Trombone. Em 2004, viajou o Brasil com a peça de teatro João e Carlota, de Walcyr Carrasco, na qual atuou com Fúlvio Stefanini e Lavínia Panunzio. Em 2016 estreou a peça Me Pega Ladrão!, ao lado do ator Roberto Frota, seu grande amigo. 